# 賀建奎

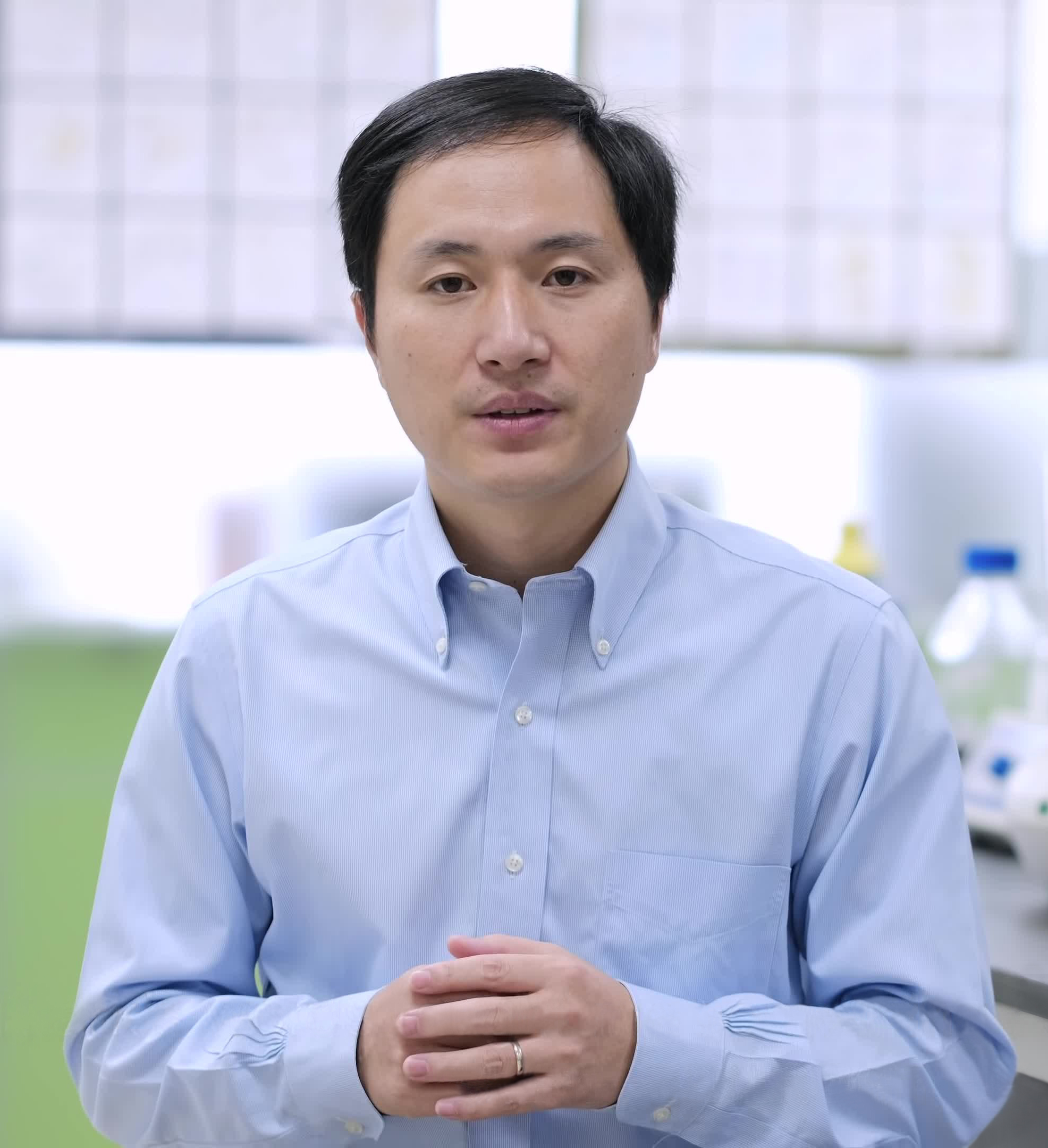
賀建奎

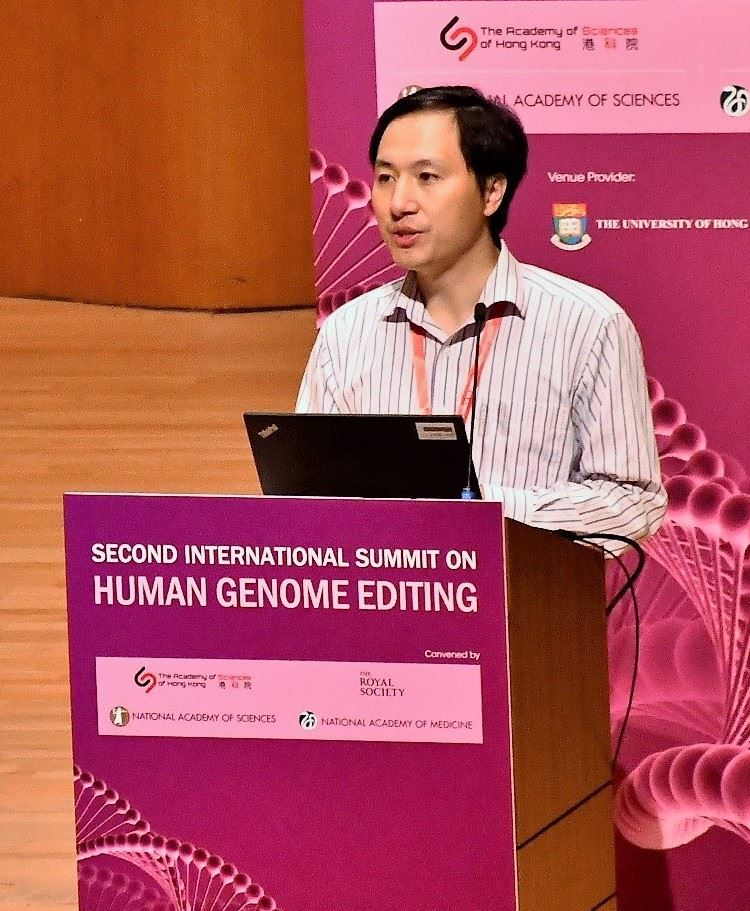
2018年の発表時

賀 建奎（が けんけい、フー・ジェンクイ、拼音: Hè Jiànkuí、1984年 - ）は、中華人民共和国の遺伝学者・生物物理学者。2018年に世界初の「遺伝子編集ベビー」を誕生させたことを発表し、中国内外で問題視されたことで知られる（賀建奎事件 (en) ）。

## 経歴

### 事件まで
1984年、湖南省婁底市新化県に生まれる。2006年、中国科学技術大学を卒業。2010年、米国のライス大学で博士号を取得。スタンフォード大学で研究を続けた後、中国政府の「千人計画」に選ばれ帰国。2012年、広東省深圳市にある南方科技大学で、最年少で准教授に就任。以降、遺伝子技術などに関する6つの企業の代表を兼任する。
2018年11月28日、香港大学で開かれた国際会議「第2回ヒトゲノム編集国際サミット」に登壇。ヒトの受精卵に対してエイズ感染を防ぐゲノム編集を施し、双子の女児「ルル」と「ナナ」を誕生させたことを発表した。初め本人は賞賛されるものと信じていたようで、にこやかに発表を行ったものの、生命倫理・医療倫理・安全性などの観点から、その場で直ちに中国内外の専門家らから事態を不安視する声や非難があがり始めた。また、実際に女児らにHIV耐性を持たせることに成功したのか疑問を持つ声もある。

### 事件後
2019年1月、広東省当局による事実確認が発表され「3人目の赤子」の存在も判明。南方科技大学から解雇される。
2019年4月、タイム誌の「世界で最も影響力のある100人」に選ばれる。
2019年12月、違法医療行為の罪で懲役3年と罰金300万元の実刑判決を受ける。
2022年4月、釈放される。
2023年2月、デュシェンヌ型筋ジストロフィーの治療法開発に取り組んでいることを発表し寄付を募る。
2023年6月、本人のX（旧Twitter）上（@Jiankui_He）にて、ベースエディティング技術を用い、 アルツハイマー病耐性を付与するAPP遺伝子のA673T点変異を付与したヒト胚を作成する計画を発表した。なお現時点では発生能力を持つヒト胚への付与は予定されていない。